# Campeonato de Primera División 1930 (Venezuela)
El domingo 25 de mayo, desde las 4 p. m., el Centro Atlético Sport Club derrotó 2-0 al Unión Sport Club en el campo de la avenida Carabobo en El Paraíso y así se proclamó campeón de la temporada de 1930. Los jugadores Bernardo París (m23) y Nicolás Cótchico (m35) se encargaron de reventar las redes del portero Cuervo para asegurar la victoria y el cuarto título de los diablos rojos, de acuerdo con la reseña de la revista Élite. 
25.05.1930 - Centro Atlético 2, Unión SC 0
- Goles: Bernardo París (m23), Nicolás Cótchico (m35)
- Centro Atlético: Negrón, Samuel Gluck, Franco "Indio" Russo, Leopoldo Márquez, Alfredo Yanes, Rogelio Álvarez, Graciano Castillo, Bernardo París, Carlos Eloy Márquez, William Ward (inglés), G.B. Short (inglés), Oswaldo Stelling (inglés), Reginald Burlingham (inglés), W.T. Teasdale (inglés)
- Unión SC: Agustín "Chivo" Cuervo, Nicolás Cótchico, Hernández, Andreu, Harold Duprés (trinitario), Víctor Lara, Clavier, Antonio Peche, Ernesto Fushemberger, Castillo, Calcaño
- Estadio de la avenida Carabobo, El Paraíso.

Tres equipos extranjeros visitaron Caracas: Escuela de Medicina de la Universidad de Bogotá (Colombia), Red Devils (Curazao) y Shamrock-Casuals (Trinidad y Tobago). 
Centro Atlético Sport Club

Campeón
4.º título